# Ernesto Córdoba Campos
Ernesto Córdoba Campos è un comune (corregimiento) della Repubblica di Panama situato nel distretto di Panama, provincia di Panama. Si estende su una superficie di 30,5 km² e conta una popolazione di 55.784 abitanti (censimento 2010).